# Benjamin Utzerath
Benjamin Utzerath (* 1963 in Düsseldorf) ist ein deutscher Schauspieler und Hörspielsprecher.

## Leben
Benjamin Utzerath wurde 1963 als Sohn von Renate, geborene Ziegfeld, und Hansjörg Utzerath in Düsseldorf geboren. Er hat zwei Geschwister (Gabriele und Anna). Seit 1986 mit Bühne und Fernsehen verbunden, begann Benjamin Utzerath als Hospitant am Theater, später arbeitete er als Aufnahmeleiter und Beleuchter hinter der Kamera. 1995 schloss er seine künstlerische Ausbildung an der Hochschule für Schauspielkunst „Ernst Busch“ Berlin mit dem Diplom ab. Verpflichtungen führten Utzerath seitdem an verschiedene deutsche Bühnen, so ans Schlosspark Theater in Berlin, ans Münchner Volkstheater oder an das Theater Lüneburg. In Hamburg wirkte er am Ernst-Deutsch-Theater, am Altonaer Theater sowie am Thalia Theater, dessen Ensemble er von 1995 bis 2004 angehörte. In der Spielzeit 1994/95 war Utzerath am Pariser Théâtre national de Chaillot engagiert. Unter Regisseuren wie Gerd Heinz, Jürgen Flimm, Jérôme Savary oder Martin Kušej spielte er unter anderem in den Shakespeare-Stücken Hamlet, Romeo und Julia und Ein Mittsommernachtstraum sowie in Brechts Mutter Courage und ihre Kinder, in Warten auf Godot von Samuel Beckett oder Kleists Der zerbrochne Krug. In den 2000er Jahren führte Utzerath verschiedentlich Regie an Hamburger Bühnen, u. a. im Winterhuder Fährhaus.
Sein Kameradebüt gab Benjamin Utzerath 1999 und ist seitdem immer wieder auf dem Bildschirm zu sehen. Er spielte in Serien wie Doppelter Einsatz, Delta Team – Auftrag geheim! und 2004 in einer Tatort-Episode. Darüber hinaus ist Utzerath seit 1996 auch ein vielbeschäftigter Hörspielsprecher, vornehmlich in Produktionen des Norddeutschen Rundfunks und Radio Bremens, z. B. 2009 in einer Neuauflage der Kriminalsatire Dickie Dick Dickens.
Benjamin Utzerath lebt in Hamburg, arbeitet zusätzlich als Rollencoach und betätigt sich in seiner Freizeit im Stadtteil St. Georg als Hobbyimker.

## Filmografie (Auswahl)
- 1999: Delta Team – Auftrag geheim! – Falsches Spiel
- 1999: Meine beste Feindin
- 1999: Ein Mann wie eine Waffe
- 1999: Zwei Männer am Herd (2 Folgen)
- 1999: Geschichten aus dem Wiener Wald
- 2000: Herzschlag – Das Ärzteteam Nord – Gewissensbisse
- 2001: Ehemänner und andere Lügner
- 2001: Bargeld lacht
- 2002: Doppelter Einsatz – Der Mörder in dir
- 2004: Tatort – Schichtwechsel
- 2009: Hungerwinter – Überleben nach dem Krieg
- 2012: Reichsgründung/Die nervöse Großmacht
- 2015: Francofonia
- 2019: Notruf Hafenkante – Sechs Richtige
- 2023: The Zone of Interest

## Hörspiele (Auswahl)
- 1996: Bocks tönende Krimischau (4 Folgen) – Regie: Gottfried von Einem
- 2000: Auch der Tod hat seine Zeit – Regie: Frank E. Hübner
- 2003: Apeiron – Regie: Walter Adler
- 2003: Das große Märchenkuddelmuddel – Regie: Helmut Peters
- 2004: Biller von Tohuus – Regie: Hans Helge Ott
- 2004: Der Schimmelreiter – Regie: Sven Stricker
- 2005: Mullworpsdörp – Regie: Jochen Schütt
- 2006: Das Wunder von Björn – Regie: Jörgpeter Ahlers
- 2007: Glück im 21. Jahrhundert – Regie: Hans Helge Ott
- 2008: Schmutzige Wäsche – Regie: Norbert Schaeffer
- 2009: Dickie Dick Dickens – Regie: Hans Helge Ott und Wolfgang Seesko
- 2010: Sind wir schon tot? – Regie: Daniela Kletzke
- 2012: Beat! Beat! Beat! oder Wie das Labskaus in den Leslie kam – Regie: Volker Präkelt
- 2013: Das Zimmermädchen – Regie: Alice Elstner
- 2014: Geheimsache Labskaus – Regie: Hans Helge Ott
- 2014: Der Meteoriten-Sauger – Regie: Helmut Peters
- 2015: Der Goalie bin ich – Regie: Susanne Amatosero